# JewelEye
Mit dem Markennamen JewelEye werden wenige Millimeter große, glänzende Schmuckelemente aus Platin bezeichnet, die in die oberste Schicht der Bindehaut des Auges (Conjunctiva) eingesetzt werden. Das Implantat wird  durch einen chirurgischen Eingriff unter Lokalanästhesie binnen etwa 15 Minuten unter mikroskopischer Kontrolle in das Auge eingebracht. Angeboten werden unter anderem halbmond-, herz- und sternförmige Elemente, welche neben der Iris im weißen Teil des Auges platziert werden. Die Kosten des im Jahr 2002 vom Netherlands Institute for Innovative Ocular Surgery (Rotterdam/Niederlande) entwickelten Verfahrens liegen bei 500–1.200 Euro pro Schmuckstück. Wie oft fälschlicherweise behauptet handelt es sich dabei nicht um eine besondere Form des Piercings.
Manche Augenärzte raten dringend von derartigen Eingriffen ab, da Komplikationen in Form von Augenreizungen, Blutungen bis hin zur Narbenbildung auftreten können. Auch werden schwere Augenschäden befürchtet, zum Beispiel durch Eindringen des Implantats in tiefere Regionen des Auges.